# Fíbula (micologia)
Una fíbula és un diverticle en forma de ganxo o ansa que es forma a les cèl·lules terminals del miceli dicariòtic de molts basidiomicets. Durant el creixement del miceli dicariòtic dels basidiomicets, la cèl·lula apical produeix una fíbula, després d'això, es produeix la divisió simultània dels dos nuclis i la formació d'un septe que aïlla a una cèl·lula apical dicariòtica, una cèl·lula posterior amb un nucli i una altra menuda lateral i amb un altre nucli. Finalment, la fíbula es corba i s'anastomitza amb la cèl·lula posterior, de manera que es forma un únic compartiment dicariòtic. Com a testimoni del procés queden unes petites protuberàncies laterals.
Les fíbules són estructures típiques dels basidiomicets. Molts fongs d'aquest fílum produeixen espores als basidiocarps, per damunt del sòl. Malgrat que les fíbules són exclusives d'aquest fílum, no totes les espècies de basidiomicets les presenten. Per tant, la presència o manca de fíbules és un criteri important a l'hora de taxonomitzar gèneres i espècies dins d'aquest fílum.

## Galeria

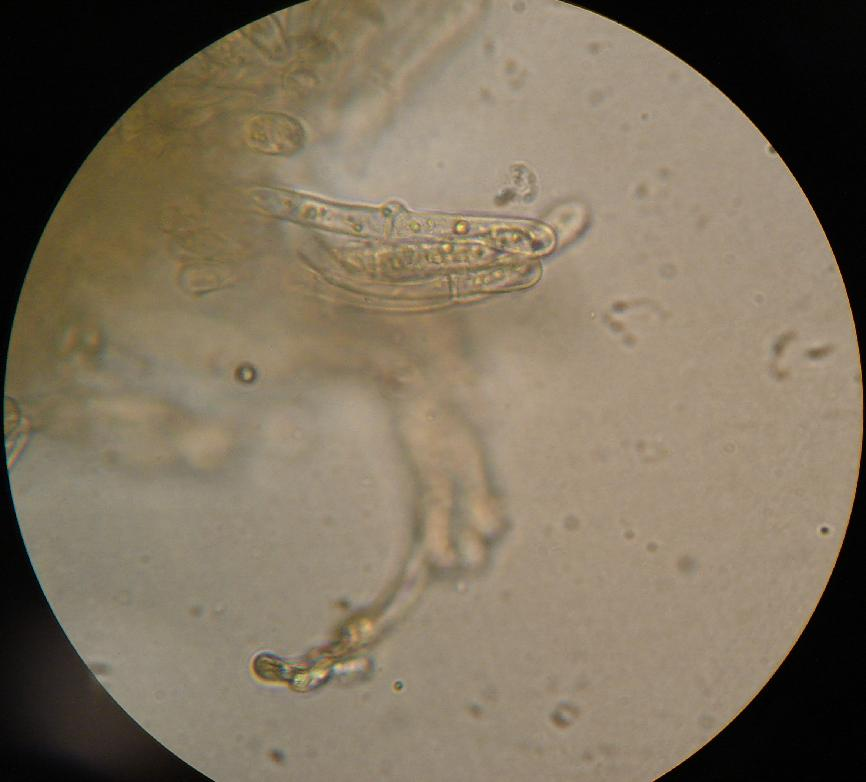
Figura 1: Fíbula de Cantharellus.
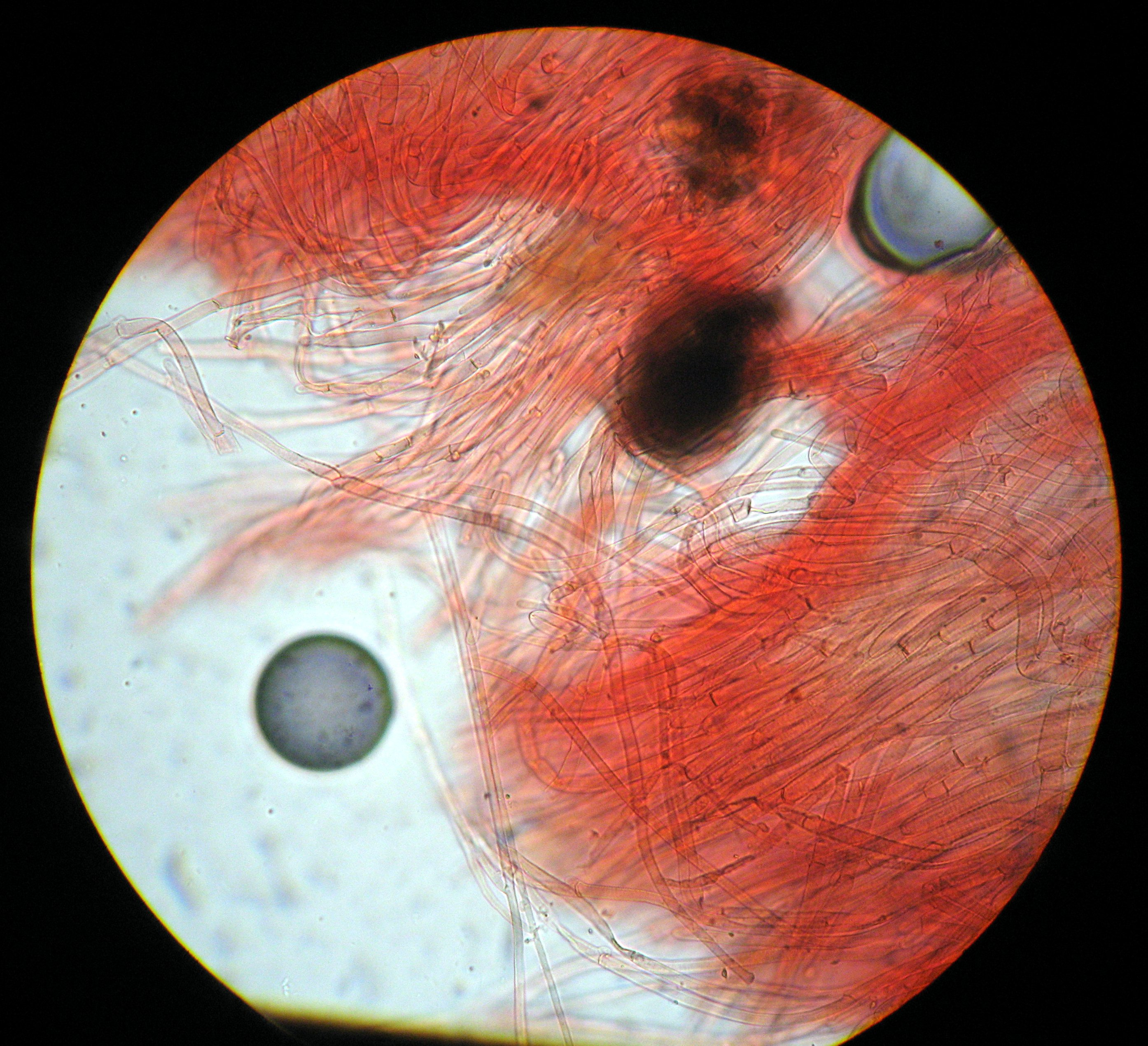
Figura 2: Fíbules en el miceli.
Figura 3: Diagrama de la formació d'una fíbula.